# Шавринка
Шавринка — упразднённая деревня в Холмском районе Новгородской области России. Входит в состав Морховского сельского поселения.

## География
Урочище находится в южной части Новгородской области, в зоне хвойно-широколиственных лесов, к югу от реки Тухомлянки, на расстоянии примерно 24 километров (по прямой) к юго-востоку от города Холм, административного центра района. Абсолютная высота — 166 метров над уровнем моря.

### Климат
Климат района характеризуется как умеренно континентальный, с относительно мягкой продолжительной зимой и умеренно тёплым летом. Среднегодовая многолетняя температура воздуха составляет 4,4 °С. Средняя многолетняя температура самого холодного месяца (января) составляет −8,5 °С (абсолютный минимум — −48 °C); самого тёплого месяца (июля) — 17 — 17,5 °C (абсолютный максимум — 35 °C). Безморозный период длится около 130—135 дней. Среднегодовое количество атмосферных осадков — 700—800 мм, из которых большая часть выпадает в тёплый период. Снежный покров держится в течение 120—130 дней.

## История
Упразднена 10 декабря 2012 года в связи с утратой признаков населённого пункта.

## Население
| 2010 |
| ---- |
| 0    |